# Jürgen Bitter
Jürgen Bitter (* 12. April 1943) ist ein deutscher Journalist und Autor.
Bitter begann seine journalistische Laufbahn 1963. Er arbeitete als Redakteur für die Neue Osnabrücker Zeitung und leitete ab 1979 deren Sportressort. Als Sportjournalist berichtete er über Jahrzehnte über die deutsche Fußballnationalmannschaft und begleitete sie zu deren Spielen. Seit 2004 ist er als freier Journalist für deutsche Tageszeitungen und  als Autor tätig.

## Veröffentlichungen (Auswahl)
- Lila-weiß. Die Fußball-Geschichte des VfL Osnabrück. Selbstverlag, Osnabrück 1991.
- Deutschlands Fußball-Nationalspieler. Das Lexikon. SVB Sportverlag, Berlin 1997, ISBN 3-328-00749-0.
- Deutschlands Fußball – das Lexikon. Sportverlag, Berlin 2000, ISBN 3-328-00857-8.
- als Mitautor: Fußball-WM 2002. Südkorea und Japan, 31. Mai bis 30. Juni. Sportverlag, Berlin 2002, ISBN 3-328-00950-7.
- als Mitautor: 2002 Dünya Kupasi – Futbol Albümü. Mohn Media, Gütersloh 2002, ISBN 975-92953-0-X.
- als Mitautor: Portugal 2004. Das Fußball-EM-Buch. Südwest, München 2004, ISBN 3-517-06734-2.
- Die Meistermacher. Wero Press, Pfaffenweiler 2004, ISBN 3-937588-02-7.
- Das große Fußball-Lexikon – die Geschichte des deutschen Fußballs. United Soft Media, München 2004, ISBN 3-8032-2756-9.
- als Mitautor: Fußball total. Das große Buch zur FIFA-WM 2006. cbj, München 2006, ISBN 978-3-570-13066-7.
- als Mitautor: Die große Fußball-Chronik 2006. United Soft Media, München 2006, ISBN 978-3-8032-2758-4.
- als Mitautor: Die große Fußball-Chronik – EM 2008. United Soft Media, München 2009, ISBN 978-3-8032-2759-1.
- Deutschlands Fußball. Das Lexikon. Herbig, München 2008, ISBN 978-3-7766-2558-5.
- Das lila-weiße Feuer. Der VfL Osnabrück – ein Lesebuch. Shaker Media, Aachen 2012, ISBN 978-3-86858-758-6.
- Als die Sonne vom Himmel fiel. Die großen Katastrophen der Sportgeschichte. Verlag die Werkstatt, Göttingen 2014, ISBN 978-3-7307-0091-4.